# Єлісаветський Стер Якович
Стер Якович Єлісаветський (нар. 16 вересня 1929, Бердичів — 24 грудня 2006, Київ) — український та єврейський історик.

## Життєрис
Народився в родині службовця. Перші 12 років його життя пов'язані з Бердичевом. В бердичівській школі № 2 стає членом історичного гуртка. 5 липня — за два дні до появи німецьких танків на вулицях міста — разом з сім'єю евакуйований на Урал. Майже всі, хто залишився в окупації — бабуся, родичі, шкільні товариші — були страчені німцями.
Під час війни жив, працював і навчався в Челябінській області. Після закінчення війни сім'я Стера повертається в Київ. В Києві Стер Якович закінчує школу, пізніше в 1951 з відзнакою історичний факультет Київського державного університету. Працює лектором-пропагандистом у Тетіїві Київської області. Згодом стає вчителем у сільській школі в цьому ж районі.
З 1954 працює вчителем історії у київській школі робітничої молоді. Одружується з Софією Аврамівною Малинською. Читає і пише про Голокост — в стіл під сукно, оскільки на той час це була заборонена тема.
В 1977 році захищає кандидатську дисертацію в інституті історії АН України за темою «Міжнародна солідарність у французькому русі опору». Згодом влаштовується викладачем інженерно-будівельного інституту. Там він працює до початку Перебудови в СРСР — до 1987 року.
З початком перебудови Стер Якович отримує можливість легально досліджувати питання Голокосту. Результатом цієї роботи стають численні публікації, в тому числі документальна книга «Бердичівська трагедія» (1991).
Вперше в українській історіографії він досліджує документальні фонди про участь євреїв в підпільно-партизанській боротьбі проти німців в Україні в архівах України, Росії, Польщі, Ізраїлю. Підсумком цієї роботи стали більш ніж 30 журнальних і газетних публікацій і книги: «Півстоліття забуття», «Євреї в русі Опору і партизанській боротьбі в Україні» (1998), «Катастрофа і опір українського єврейства» (1999).
З 1993 року Стер Якович — викладач Міжнародного Соломонового Університету, доцент. Працює з студентами на спецкурсах «Історія євреїв України» й «Філософські та етичні проблеми Голокосту». З 1991 року і аж до хвороби у 2003 році Стер Якович є головою Київського єврейського історичного товариства.
У 2000 році видав навчальний посібник «Історія єврейського народу», в основу якого покладено курс лекцій, читаних ним в Міжнародному Соломоновому університеті.
С. Я. Єлісаветський автор дослідження «Бердичівська трагедія». Завдяки ініціативі С. Я. Єлисаветського, за сприяння громадськості та Бердичівської державної районної адміністрації, 1994 року на братській могилі поблизу с. Жидівців (тепер — с. Романівка) встановлено пам'ятну стелу жертвам фашизму.
Стер Якович є автором 70 публікацій, більш як 30 з яких — по історії єврейського народу. За 35 років роботи в школах та вузах отримав звання «Відмінник народної освіти». Двічі нагороджений знаком «Відмінник освіти України»
.
14 листопада 2002 року тяжко захворів. Помер у Києві 24 грудня 2006 року.